# Torneo Clausura 2025 (Perú)
El Torneo Clausura 2025 es el segundo de los dos torneos cortos que conforman la Liga 1 2025. Comenzó el 18 de julio de 2025 y finalizará en noviembre.

## Formato
El Torneo Clausura se disputará con un sistema de todos contra todos durante 19 jornadas, en cada una un equipo tendrá descanso y en total los clubes disputarán 18 partidos. El equipo que culmine en el primer lugar una vez realizadas todas las fechas, será proclamado como el «Ganador del Torneo Clausura».

## Equipos participantes

### Ascensos y descensos
En el 2024 hubo 3 descensos (3 últimos puestos), 2 ascensos (los 2 finalistas de la Liga 2) y 2 devueltos por resolución judicial (también provenientes de la Liga 2), siendo un total de 19 equipos en la presente temporada.
| Pos. | Descendidos de la Liga 1 2024 |
| ---- | ----------------------------- |
| 16.º | Carlos A. Mannucci            |
| 17.º | Universidad César Vallejo     |
| 18.º | Unión Comercio                |

| Pos. | Ascendidos de la Liga 2 2024  |
| ---- | ----------------------------- |
| 1.°  | Alianza Universidad           |
| 2.°  | Juan Pablo II College         |
| Pos. | Reintegrados a la Liga 1 2025 |
| Res. | Ayacucho FC                   |
| Res. | Deportivo Binacional          |

### Información de los equipos
| Club                      | Ciudad      | Entrenador            | Estadio Local                             | Aforo  | Estadios alternativos                                                                                    | Proveedor    | Patrocinador principal (Pecho) | Otros patrocinadores (Mangas u otras partes)                                                                                          |
| ------------------------- | ----------- | --------------------- | ----------------------------------------- | ------ | --- | ------------ | ------------------------------ | --- |
| ADT                       | Tarma       | Horacio Melgarejo     | Unión Tarma                               | 9 100  | 2 Alternativas Huancayo Monumental de Jauja                                                              | New Athletic | Caja Huancayo                  | Ver lista Air Cool System SM Iveco New Athletic PagoEfectivo Sporade                                                                  |
| Alianza Atlético          | Sullana     | Gerardo Ameli         | Campeones del 36                          | 12 000 | 4 Alternativas Melanio Coloma Municipal de Bernal Sesquicentenario Mansiche                              | Walon        |                                | Ver lista Centro Oftalmológico NobaVisión Sporade                                                                                     |
| Alianza Lima              | Lima        | Néstor Gorosito       | Alejandro Villanueva (Propiedad del club) | 33 938 | 2 Alternativas Nacional Hugo Sotil                                                                       | Nike         | Apuesta Total Caja Huancayo    | Ver lista Anypsa Bitel Hyundai Loterías Torito                                                                                        |
| Alianza Universidad       | Huánuco     | Roberto Mosquera      | Heraclio Tapia                            | 25 000 | 1 Alternativa Olímpico de Amarilis                                                                       | Performance  | UDH                            | Ver lista Arte Pirotecnico Cemento Yunga Don Franchesco JABB Ladrillos Emperador Star Perú Vale Vale                                  |
| Atlético Grau             | Piura       | Ángel Comizzo         | Municipal de Bernal                       | 7000   | 2 Alternativas Francisco Mendoza Pizarro Campeones del 36                                                | Walon        | Caja Piura                     | Ver lista CIVA Estaciones San José Inmobiliaria Miraflores Perú Sporade                                                               |
| Ayacucho FC               | Ayacucho    | Luis Islas            | Las Américas                              | 15 000 | 1 Alternativa Manuel Molina Robles                                                                       | Real Sport   | Ayacucho Caja Mun. de Ica      | Ver lista Club Terra La Pradera Overade Power Fitness Club Real Sport                                                                 |
| Cienciano                 | Cusco       | Carlos Desio          | Inca Garcilaso de la Vega                 | 42 000 | 4 Alternativas Urcos Túpac Amaru Thomas E. Payne Espinar                                                 | Umbro        | Caja Cusco DoradoBet           | Ver lista Smart Fit Sporade Tecno Fast WOW Perú                                                                                       |
| Comerciantes Unidos       | Cutervo     | Daniel Ferreyra (INT) | Juan Maldonado Gamarra                    | 6 300  | 4 Alternativas Germán Contreras Jara Cristo el Señor Ramón Castilla Municipal El Frutillo                | Real Sport   |                                | Ver lista Agua Yakuari Hotel Abril JC Poresport Real Sport                                                                            |
| Cusco FC                  | Cusco       | Miguel Rondelli       | Inca Garcilaso de la Vega                 | 42 000 | 4 Alternativas Urcos Túpac Amaru Thomas E. Payne Espinar                                                 | Adidas       | DoradoBet                      | Ver lista Clínica O2 Medical Network Electrolight Pepe Nakamura Smart Fit                                                             |
| Deportivo Binacional      | Juliaca     | Claudio Bustamante    | Guillermo Briceño Rosamedina              | 18 080 | 5 Alternativas Monumental UNA Enrique Torres Belón Rodolfo Ramos C. Monumental UNSA Garcilaso de la Vega | Urzu Atletic |                                | Ver lista Sporade Urzu Atletic |
| Deportivo Garcilaso       | Cusco       | Guillermo Duró        | Inca Garcilaso de la Vega                 | 42 000 | 4 Alternativas Urcos Túpac Amaru Thomas E. Payne Espinar                                                 | Ander Sport  | Salkantay Trekking Delgado's   | Ver lista Clínica O2 Medical Network Generade InpeCable Intensity Oporto Abogados PagoEfectivo Pepe Nakamura Rustica Hoteles TuTicket |
| Juan Pablo II College     | Chongoyape  | Santiago Acasiete     | CD Juan Pablo II (Propiedad del club)     | 25 000 | 2 Alternativas Francisco Mendoza Pizarro César Flores Marigorda                                          | Real Sport   |                                | Ver lista Footloose R18 Real Sport Sporade                                                                                            |
| Los Chankas               | Andahuaylas | Walter Paolella (INT) | Los Chankas                               | 10 000 | 2 Alternativas Municipal de Talavera Monumental de Condebamba                                            | New Athletic | Cerveza Apurimeña              | Ver lista Anypsa El Cisne New Athletic                                                                                                |
| FBC Melgar                | Arequipa    | Walter Ribonetto      | Monumental de la UNSA                     | 60 000 | 1 Alternativa Guillermo Briceño R.                                                                       | Walon        | Stake                          | Ver lista DFSK Ricocan Saint-Gobain Sporade WOW Perú                                                                                  |
| Sport Boys                | Callao      | Arturo Reyes          | Miguel Grau                               | 17 000 | 3 Alternativas Iván Elías Moreno Alberto Gallardo Monumental                                             | Astro        | Apuesta Total                  | Ver lista Atrevia DFSK Electrolight ETNA                                                                                              |
| Sport Huancayo            | Huancayo    | Richard Pellejero     | Huancayo                                  | 20 000 | 2 Alternativas Monumental de Jauja Unión Tarma                                                           | Lotto        | Caja Huancayo                  | Ver lista Clínica Especializada Miranda Drytex Sporade Transportes Salazar                                                            |
| Sporting Cristal          | Lima        | Paulo Autuori         | Alberto Gallardo                          | 11 500 | 1 Alternativa Nacional                                                                                   | Puma         | Caja Piura DoradoBet           | Ver lista Cerveza Cristal Sporade WOW Perú                                                                                            |
| Universitario de Deportes | Lima        | Jorge Fossati         | Monumental - U (Propiedad del club)       | 80 096 | 1 Alternativa Nacional                                                                                   | Marathon     | Apuesta Total                  | Ver lista Altos Anypsa Fos-Hepan Jetour Opalux San Carlos                                                                             |
| UTC                       | Cajamarca   | Pablo Bossi           | Germán Contreras Jara                     | 6 300  | 3 Alternativas Cristo el Señor Ramón Castilla El Frutillo                                                | Astro        | Tinbet                         | Ver lista Colegio Nivel A Isuzu MSA Punto Original Real Plaza                                                                         |

### Localización
Perú está dividido de facto en 24 departamentos, 1 provincia constitucional y 1 provincia de régimen especial, de las cuales, 12 circunscripciones estarán representadas en el campeonato, igualando a la edición 2020 como la de mayor representación de todo el territorio nacional en la denominación de La Liga1. El departamento de Cusco y la provincia de Lima cuentan con la mayor cantidad de representantes (3 equipos).
| Región / Prov. | N.º | Equipos                                        | Mapa |
| -------------- | --- | ---------------------------------------------- | --- |
| Cusco          | 3   | Cienciano, Cusco FC y Deportivo Garcilaso      | Universitario Alianza Lima Cristal ADT Alianza Atlético · Atlético Grau Cienciano · Cusco FC · Dep. Garcilaso FBC Melgar Alianza Universidad Juan Pablo II Sport Huancayo Los Chankas Comerciantes Unidos Boys UTC Ayacucho FC Dep. Binacional |
| Lima           | 3   | Alianza Lima, Sporting Cristal y Universitario | Universitario Alianza Lima Cristal ADT Alianza Atlético · Atlético Grau Cienciano · Cusco FC · Dep. Garcilaso FBC Melgar Alianza Universidad Juan Pablo II Sport Huancayo Los Chankas Comerciantes Unidos Boys UTC Ayacucho FC Dep. Binacional |
| Cajamarca      | 2   | Comerciantes Unidos y UTC                      | Universitario Alianza Lima Cristal ADT Alianza Atlético · Atlético Grau Cienciano · Cusco FC · Dep. Garcilaso FBC Melgar Alianza Universidad Juan Pablo II Sport Huancayo Los Chankas Comerciantes Unidos Boys UTC Ayacucho FC Dep. Binacional |
| Junín          | 2   | ADT y Sport Huancayo                           | Universitario Alianza Lima Cristal ADT Alianza Atlético · Atlético Grau Cienciano · Cusco FC · Dep. Garcilaso FBC Melgar Alianza Universidad Juan Pablo II Sport Huancayo Los Chankas Comerciantes Unidos Boys UTC Ayacucho FC Dep. Binacional |
| Piura          | 2   | Atlético Grau y Alianza Atlético               | Universitario Alianza Lima Cristal ADT Alianza Atlético · Atlético Grau Cienciano · Cusco FC · Dep. Garcilaso FBC Melgar Alianza Universidad Juan Pablo II Sport Huancayo Los Chankas Comerciantes Unidos Boys UTC Ayacucho FC Dep. Binacional |
| Apurímac       | 1   | Los Chankas                                    | Universitario Alianza Lima Cristal ADT Alianza Atlético · Atlético Grau Cienciano · Cusco FC · Dep. Garcilaso FBC Melgar Alianza Universidad Juan Pablo II Sport Huancayo Los Chankas Comerciantes Unidos Boys UTC Ayacucho FC Dep. Binacional |
| Arequipa       | 1   | FBC Melgar                                     | Universitario Alianza Lima Cristal ADT Alianza Atlético · Atlético Grau Cienciano · Cusco FC · Dep. Garcilaso FBC Melgar Alianza Universidad Juan Pablo II Sport Huancayo Los Chankas Comerciantes Unidos Boys UTC Ayacucho FC Dep. Binacional |
| Ayacucho       | 1   | Ayacucho FC                                    | Universitario Alianza Lima Cristal ADT Alianza Atlético · Atlético Grau Cienciano · Cusco FC · Dep. Garcilaso FBC Melgar Alianza Universidad Juan Pablo II Sport Huancayo Los Chankas Comerciantes Unidos Boys UTC Ayacucho FC Dep. Binacional |
| Callao         | 1   | Sport Boys                                     | Universitario Alianza Lima Cristal ADT Alianza Atlético · Atlético Grau Cienciano · Cusco FC · Dep. Garcilaso FBC Melgar Alianza Universidad Juan Pablo II Sport Huancayo Los Chankas Comerciantes Unidos Boys UTC Ayacucho FC Dep. Binacional |
| Huánuco        | 1   | Alianza Universidad                            | Universitario Alianza Lima Cristal ADT Alianza Atlético · Atlético Grau Cienciano · Cusco FC · Dep. Garcilaso FBC Melgar Alianza Universidad Juan Pablo II Sport Huancayo Los Chankas Comerciantes Unidos Boys UTC Ayacucho FC Dep. Binacional |
| Lambayeque     | 1   | Juan Pablo II College                          | Universitario Alianza Lima Cristal ADT Alianza Atlético · Atlético Grau Cienciano · Cusco FC · Dep. Garcilaso FBC Melgar Alianza Universidad Juan Pablo II Sport Huancayo Los Chankas Comerciantes Unidos Boys UTC Ayacucho FC Dep. Binacional |
| Puno           | 1   | Deportivo Binacional                           | Universitario Alianza Lima Cristal ADT Alianza Atlético · Atlético Grau Cienciano · Cusco FC · Dep. Garcilaso FBC Melgar Alianza Universidad Juan Pablo II Sport Huancayo Los Chankas Comerciantes Unidos Boys UTC Ayacucho FC Dep. Binacional |

## Clasificación

### Tabla de posiciones
| Pos. | Equipo                | Pts. | PJ | G | E | P | GF | GC | Dif. | Clasificación           |
| ---- | --------------------- | ---- | -- | - | - | - | -- | -- | ---- | ----------------------- |
| 1    | Universitario         | 14   | 6  | 4 | 2 | 0 | 11 | 4  | +7   | Avanza a los Play-offs. |
| 2    | Sporting Cristal      | 13   | 5  | 4 | 1 | 0 | 11 | 0  | +11  |                         |
| 3    | Cusco FC              | 12   | 4  | 4 | 0 | 0 | 7  | 1  | +6   |                         |
| 4    | Deportivo Garcilaso   | 12   | 6  | 3 | 3 | 0 | 8  | 3  | +5   |                         |
| 5    | Alianza Lima          | 11   | 6  | 3 | 2 | 1 | 7  | 5  | +2   |                         |
| 6    | Sport Huancayo        | 8    | 6  | 2 | 2 | 2 | 9  | 9  | 0    |                         |
| 7    | FBC Melgar            | 8    | 6  | 2 | 2 | 2 | 5  | 6  | −1   |                         |
| 8    | Alianza Atlético      | 6    | 5  | 1 | 3 | 1 | 3  | 2  | +1   |                         |
| 9    | Los Chankas           | 6    | 4  | 2 | 0 | 2 | 6  | 10 | −4   |                         |
| 10   | ADT                   | 6    | 5  | 2 | 0 | 3 | 3  | 7  | −4   |                         |
| 11   | Cienciano             | 5    | 5  | 1 | 2 | 2 | 6  | 5  | +1   |                         |
| 12   | Comerciantes Unidos   | 5    | 5  | 1 | 2 | 2 | 6  | 8  | −2   |                         |
| 13   | Juan Pablo II College | 5    | 5  | 1 | 2 | 2 | 6  | 8  | −2   |                         |
| 14   | Atlético Grau         | 4    | 5  | 1 | 1 | 3 | 7  | 10 | −3   |                         |
| 15   | Alianza Universidad   | 4    | 5  | 1 | 1 | 3 | 5  | 8  | −3   |                         |
| 16   | Ayacucho FC           | 4    | 6  | 1 | 1 | 4 | 5  | 9  | −4   |                         |
| 17   | Sport Boys            | 4    | 6  | 1 | 1 | 4 | 1  | 7  | −6   |                         |
| 18   | UTC                   | 1    | 4  | 0 | 1 | 3 | 2  | 6  | −4   |                         |
| 19   | Deportivo Binacional  | 0    | 0  | 0 | 0 | 0 | 0  | 0  | 0    |                         |

Actualizado a los partidos jugados el 17 de agosto.
 Fuente: FPF

### Evolución de clasificación
| Equipo / Fecha        | 1  | 2  | 3   | 4   | 5   | 6   | 7  | 8  | 9  | 10 | 11 | 12 | 13 | 14 | 15 | 16 | 17 | 18 | 19 |
| --------------------- | -- | -- | --- | --- | --- | --- | -- | -- | -- | -- | -- | -- | -- | -- | -- | -- | -- | -- | -- |
| Sporting Cristal      | 3  | 1  | 1   | 2   | 1   | 1   |    |    |    |    |    |    |    |    |    |    |    |    |    |
| Cusco FC              | 5  | 2  | 2   | 1   | 3   | 2   |    |    |    |    |    |    |    |    |    |    |    |    |    |
| Universitario         | 4  | 5  | 3   | 3   | 2   | 3   |    |    |    |    |    |    |    |    |    |    |    |    |    |
| Deportivo Garcilaso   | 2  | 4  | 4   | 4   | 4   | 4   |    |    |    |    |    |    |    |    |    |    |    |    |    |
| Alianza Lima          | 16 | 16 | 7   | 6   | 5   | 5   |    |    |    |    |    |    |    |    |    |    |    |    |    |
| Sport Huancayo        | 10 | 3  | 6   | 5   | 6   | 6   |    |    |    |    |    |    |    |    |    |    |    |    |    |
| FBC Melgar            | 7  | 10 | 8   | 7   | 13  | 7   |    |    |    |    |    |    |    |    |    |    |    |    |    |
| Alianza Atlético      | 9  | 11 | 9   | 14  | 7   | 8   |    |    |    |    |    |    |    |    |    |    |    |    |    |
| Juan Pablo II College | 1  | 9  | 12  | 11  | 12  | 9   |    |    |    |    |    |    |    |    |    |    |    |    |    |
| Los Chankas           | 17 | 17 | 13  | 17  | 9   | 10* | *  |    |    |    |    |    |    |    |    |    |    |    |    |
| ADT                   | 8  | 7* | 14* | 16* | 8*  | 11* | *  |    |    |    |    |    |    |    |    |    |    |    |    |
| Cienciano             | 14 | 13 | 16  | 8   | 10  | 12  |    |    |    |    |    |    |    |    |    |    |    |    |    |
| Comerciantes Unidos   | 15 | 15 | 18  | 19  | 18  | 13  |    |    |    |    |    |    |    |    |    |    |    |    |    |
| Atlético Grau         | 6  | 6* | 11* | 10* | 14* | 15* | *  |    |    |    |    |    |    |    |    |    |    |    |    |
| Alianza Universidad   | 18 | 18 | 10  | 15  | 15  | 16* | *  |    |    |    |    |    |    |    |    |    |    |    |    |
| Ayacucho FC           | 12 | 8  | 5   | 12  | 16  | 17  |    |    |    |    |    |    |    |    |    |    |    |    |    |
| Sport Boys            | 19 | 19 | 19  | 13  | 17  | 18  |    |    |    |    |    |    |    |    |    |    |    |    |    |
| UTC                   | 13 | 14 | 15  | 18  | 19  | 19  |    |    |    |    |    |    |    |    |    |    |    |    |    |
| Deportivo Binacional  | 11 | 12 | 17  | 9   | 11  | 14  | 19 | 19 | 19 | 19 | 19 | 19 | 19 | 19 | 19 | 19 | 19 | 19 | 19 |

     Equipo libre de la fecha.(*) Indica la posición del equipo con un partido pendiente.

## Resultados
- La hora de cada encuentro corresponde al huso horario que rige a Perú (UTC-5).

| Fecha 1                     | Fecha 1   | Fecha 1             | Fecha 1                   | Fecha 1     | Fecha 1 | Fecha 1          | Fecha 1              | Fecha 1 |
| Local                       | Resultado | Visitante           | Estadio                   | Fecha       | Hora    | Árbitro          | VAR                  | TV      |
| --------------------------- | --------- | ------------------- | ------------------------- | ----------- | ------- | ---------------- | -------------------- | ------- |
| Alianza Atlético            | 0 – 0     | Sport Huancayo      | Campeones del 36          | 18 de julio | 15:00   | Micke Palomino   | Jordi Espinoza       |         |
| Deportivo Garcilaso         | 3 – 0     | Los Chankas         | Inca Garcilaso de la Vega | 18 de julio | 19:00   | Joel Alarcón     | Fernando Legario     |         |
| Universitario               | 3 – 1     | Comerciantes Unidos | Monumental                | 18 de julio | 21:00   | Robin Segura     | Alejandro Villanueva |         |
| UTC                         | 1 – 2     | FBC Melgar          | Germán Contreras Jara     | 19 de julio | 13:00   | Diego Haro       | César García         |         |
| ADT                         | 1 – 0     | Cienciano           | Unión Tarma               | 19 de julio | 15:15   | Bruno Pérez      | Víctor Cori          |         |
| Cusco FC                    | 2 – 0     | Alianza Lima        | Inca Garcilaso de la Vega | 19 de julio | 18:00   | Daniel Ureta     | Sebastián Lozano     |         |
| Sporting Cristal            | 3 – 0     | Alianza Universidad | Alberto Gallardo          | 20 de julio | 11:00   | Michael Espinoza | David Huamán         |         |
| Ayacucho FC                 | 1 – 2     | Atlético Grau       | Manuel Molina Robles      | 20 de julio | 13:15   | Jhonathan Zamora | Kevin Ortega         |         |
| Juan Pablo II College       | 3 – 0     | Sport Boys          | CD Juan Pablo II          | 20 de julio | 15:30   | Jesús Cartagena  | Edwin Ordoñez        |         |
| Libre: Deportivo Binacional |           |                     |                           |             |         |                  |                      |         |

| Fecha 2              | Fecha 2       | Fecha 2               | Fecha 2                      | Fecha 2      | Fecha 2 | Fecha 2          | Fecha 2              | Fecha 2 |
| Local                | Resultado     | Visitante             | Estadio                      | Fecha        | Hora    | Árbitro          | VAR                  | TV      |
| -------------------- | ------------- | --------------------- | ---------------------------- | ------------ | ------- | ---------------- | -------------------- | ------- |
| Sport Huancayo       | 5 – 1         | Juan Pablo II College | Huancayo                     | 25 de julio  | 15:00   | Diego Haro       | Joel Alarcón         |         |
| Deportivo Binacional | 0 – 0 Anulado | UTC                   | Guillermo Briceño Rosamedina | 25 de julio  | 18:00   | Michael Espinoza | Alejandro Villanuena |         |
| Alianza Universidad  | 1 – 2         | Ayacucho FC           | Heraclio Tapia               | 26 de julio  | 13:00   | Pablo López      | Fernando Legario     |         |
| Sport Boys           | 0 – 2         | Sporting Cristal      | Miguel Grau                  | 26 de julio  | 15:50   | Kevin Ortega     | Víctor Cori          |         |
| Cienciano            | 1 – 1         | Universitario         | Inca Garcilaso de la Vega    | 26 de julio  | 18:30   | Augusto Menéndez | David Huamán         |         |
| FBC Melgar           | 0 – 2         | Cusco FC              | Monumental de la UNSA        | 27 de julio  | 13:00   | Bruno Pérez      | Robin Segura         |         |
| Comerciantes Unidos  | 0 – 0         | Deportivo Garcilaso   | Juan Maldonado Gamarra       | 27 de julio  | 15:15   | Jesús Cartagena  | Julio Quiroz         |         |
| Alianza Lima         | 1 – 1         | Alianza Atlético      | Alejandro Villanueva         | 27 de julio  | 18:00   | Joel Alarcón     | Alejandro Villanueva |         |
| Atlético Grau        |               | ADT                   | Campeones del 36             | 31 de agosto | 15:15   |                  |                      |         |
| Libre: Los Chankas   |               |                       |                              |              |         |                  |                      |         |

| Fecha 3               | Fecha 3       | Fecha 3              | Fecha 3                   | Fecha 3     | Fecha 3 | Fecha 3          | Fecha 3              | Fecha 3 |
| Local                 | Resultado     | Visitante            | Estadio                   | Fecha       | Hora    | Árbitro          | VAR                  | TV      |
| --------------------- | ------------- | -------------------- | ------------------------- | ----------- | ------- | ---------------- | -------------------- | ------- |
| Ayacucho FC           | 0 – 0         | Sport Boys           | Las Américas              | 30 de julio | 13:00   | Joel Alarcón     | Alejandro Villanueva |         |
| Sporting Cristal      | 5 – 0         | Sport Huancayo       | Alberto Gallardo          | 30 de julio | 15:15   | Bruno Pérez      | Hibert Villegas      |         |
| ADT                   | 0 – 3         | Alianza Universidad  | Unión Tarma               | 31 de julio | 13:00   | Edwin Ordoñez    | Víctor Cori          |         |
| Cusco FC              | 2 – 0 Anulado | Deportivo Binacional | Inca Garcilaso de la Vega | 31 de julio | 15:15   | Jesús Cartagena  | David Huamán         |         |
| Juan Pablo II College | 1 – 2         | Alianza Lima         | Mansiche                  | 31 de julio | 19:00   | Pablo López      | César García         |         |
| Universitario         | 3 – 1         | Atlético Grau        | Monumental                | 31 de julio | 21:00   | Jordi Espinoza   | Christian Santos     |         |
| Los Chankas           | 3 – 2         | Comerciantes Unidos  | Los Chankas               | 1 de agosto | 13:00   | Jhonathan Zamora | Kevin Ortega         |         |
| Alianza Atlético      | 0 – 0         | FBC Melgar           | Campeones del 36          | 1 de agosto | 15:15   | Julio Quiroz     | Fernando Legario     |         |
| Deportivo Garcilaso   | 2 – 1         | Cienciano            | Inca Garcilaso de la Vega | 1 de agosto | 19:00   | Daniel Ureta     | Sebastián Lozano     |         |
| Libre: UTC            |               |                      |                           |             |         |                  |                      |         |

| Fecha 4                    | Fecha 4       | Fecha 4               | Fecha 4                      | Fecha 4     | Fecha 4 | Fecha 4          | Fecha 4              | Fecha 4 |
| Local                      | Resultado     | Visitante             | Estadio                      | Fecha       | Hora    | Árbitro          | VAR                  | TV      |
| -------------------------- | ------------- | --------------------- | ---------------------------- | ----------- | ------- | ---------------- | -------------------- | ------- |
| Sport Huancayo             | 3 – 1         | Ayacucho FC           | Huancayo                     | 3 de agosto | 15:00   | Sebastián Lozano | Jesús Cartagena      |         |
| UTC                        | 1 – 2         | Cusco FC              | Germán Contreras Jara        | 4 de agosto | 13:00   | Jhonathan Zamora | Edwin Ordoñez        |         |
| Sport Boys                 | 1 – 0         | ADT                   | Miguel Grau                  | 4 de agosto | 15:00   | Michael Espinoza | David Huamán         |         |
| Cienciano                  | 3 – 0         | Los Chankas           | Inca Garcilaso de la Vega    | 4 de agosto | 19:00   | Julio Quiroz     | Jordi Espinoza       |         |
| Alianza Universidad        | 0 – 2         | Universitario         | Heraclio Tapia               | 5 de agosto | 12:00   | Kevin Ortega     | César García         |         |
| FBC Melgar                 | 1 – 1         | Juan Pablo II College | Monumental de la UNSA        | 5 de agosto | 15:00   | Daniel Ureta     | Robin Segura         |         |
| Alianza Lima               | 0 – 0         | Sporting Cristal      | Alejandro Villanueva         | 5 de agosto | 20:00   | Augusto Menéndez | Diego Haro           |         |
| Atlético Grau              | 1 – 1         | Deportivo Garcilaso   | Campeones del 36             | 6 de agosto | 15:00   | Víctor Cori      | Fernando Legario     |         |
| Deportivo Binacional       | 2 – 0 Anulado | Alianza Atlético      | Guillermo Briceño Rosamedina | 6 de agosto | 17:30   | Ítalo Gonzales   | Alejandro Villanueva |         |
| Libre: Comerciantes Unidos |               |                       |                              |             |         |                  |                      |         |

| Fecha 5               | Fecha 5       | Fecha 5              | Fecha 5                   | Fecha 5      | Fecha 5 | Fecha 5          | Fecha 5              | Fecha 5 |
| Local                 | Resultado     | Visitante            | Estadio                   | Fecha        | Hora    | Árbitro          | VAR                  | TV      |
| --------------------- | ------------- | -------------------- | ------------------------- | ------------ | ------- | ---------------- | -------------------- | ------- |
| Comerciantes Unidos   | 1 – 1         | Cienciano            | Juan Maldonado Gamarra    | 8 de agosto  | 15:00   | Pablo Lopez      | Robin Segura         |         |
| Ayacucho FC           | 0 – 1         | Alianza Lima         | Las Américas              | 9 de agosto  | 13:00   | Micke Palomino   | Fernando Legario     |         |
| ADT                   | 1 – 0         | Sport Huancayo       | Unión Tarma               | 9 de agosto  | 15:15   | Augusto Menendez | Kevin Ortega         |         |
| Universitario         | 1 – 0         | Sport Boys           | Monumental                | 9 de agosto  | 18:30   | Bruno Perez      | Daniel Ureta         |         |
| Sporting Cristal      | 1 – 0         | FBC Melgar           | Alberto Gallardo          | 10 de agosto | 11:00   | Edwin Ordóñez    | Milagros Arruela     |         |
| Los Chankas           | 3 – 2         | Atlético Grau        | Los Chankas               | 10 de agosto | 13:15   | Jesús cartagena  | Alejandro Villanueva |         |
| Juan Pablo II College | 0 – 0 Anulado | Deportivo Binacional | CD Juan Pablo II          | 10 de agosto | 15:30   | Jhonathan Samora | Diego Haro           |         |
| Alianza Atlético      | 2 – 0         | UTC                  | Campeones del 36          | 11 de agosto | 15:00   | Sebastián Lozano | David Huamán         |         |
| Deportivo Garcilaso   | 1 – 1         | Alianza Universidad  | Inca Garcilaso de la Vega | 11 de agosto | 19:00   | Cristian Santos  | Julio Quiroz         |         |
| Libre: Cusco FC       |               |                      |                           |              |         |                  |                      |         |

| Fecha 6              | Fecha 6       | Fecha 6               | Fecha 6                      | Fecha 6      | Fecha 6 | Fecha 6         | Fecha 6              | Fecha 6 |
| Local                | Resultado     | Visitante             | Estadio                      | Fecha        | Hora    | Árbitro         | VAR                  | TV      |
| -------------------- | ------------- | --------------------- | ---------------------------- | ------------ | ------- | --------------- | -------------------- | ------- |
| Atlético Grau        | 1 – 2         | Comerciantes Unidos   | Campeones del 36             | 15 de agosto | 15:00   | Bruno Pérez     | Sebastián Lozano     |         |
| Sport Boys           | 0 – 1         | Deportivo Garcilaso   | Miguel Grau                  | 15 de agosto | 20:00   | Jordi Espinoza  | Jesús Cartagena      |         |
| UTC                  | 0 – 0         | Juan Pablo II College | Germán Contreras Jara        | 16 de agosto | 15:15   | Edwin Ordoñez   | Milagros Arruela     |         |
| Deportivo Binacional | 1 – 3 Anulado | Sporting Cristal      | Guillermo Briceño Rosamedina | 16 de agosto | 17:30   | Daniel Ureta    | Fernando Legario     |         |
| Alianza Lima         | 3 – 1         | ADT                   | Alejandro Villanueva         | 16 de agosto | 20:00   | Julio Quiroz    | Jhonathan Zamora     |         |
| Sport Huancayo       | 1 – 1         | Universitario         | Huancayo                     | 17 de agosto | 12:00   | Pablo López     | César García         |         |
| FBC Melgar           | 2 – 1         | Ayacucho FC           | Monumental de la UNSA        | 17 de agosto | 15:00   | Jesús Cartagena | Alejandro Villanueva |         |
| Cusco FC             | 1 – 0         | Alianza Atlético      | Inca Garcilaso de la Vega    | 17 de agosto | 18:30   | Víctor Cori     | Robin Segura         |         |
| Alianza Universidad  |               | Los Chankas           | Heraclio Tapia               | 30 de agosto | 15:00   |                 |                      |         |
| Libre: Cienciano     |               |                       |                              |              |         |                 |                      |         |

| Fecha 7                 | Fecha 7   | Fecha 7              | Fecha 7                   | Fecha 7      | Fecha 7   | Fecha 7          | Fecha 7              | Fecha 7   |
| Local                   | Resultado | Visitante            | Estadio                   | Fecha        | Hora      | Árbitro          | VAR                  | TV        |
| ----------------------- | --------- | -------------------- | ------------------------- | ------------ | --------- | ---------------- | -------------------- | --------- |
| Juan Pablo II College   |           | Cusco FC             | CD Juan Pablo II          | 22 de agosto | 15:15     | Michael Espinoza | Hibert Villegas      |           |
| Sporting Cristal        |           | UTC                  | Alberto Gallardo          | 23 de agosto | 11:00     | Diego Haro       | David Huamán         |           |
| Los Chankas             |           | Sport Boys           | Los Chankas               | 23 de agosto | 13:15     | Joel Alarcón     | Pablo López          |           |
| Comerciantes Unidos     |           | Alianza Universidad  | Juan Maldonado Gamarra    | 23 de agosto | 15:30     | Jhonathan Zamora | Fernando Legario     |           |
| Deportivo Garcilaso     |           | Sport Huancayo       | Inca Garcilaso de la Vega | 23 de agosto | 18:00     | Micke Palomino   | Julio Quiroz         |           |
| ADT                     |           | FBC Melgar           | Unión Tarma               | 24 de agosto | 13:00     | Cristhian Santos | Robin Segura         |           |
| Cienciano               |           | Atlético Grau        | Inca Garcilaso de la Vega | 24 de agosto | 15:15     | Kevin Ortega     | Daniel Ureta         |           |
| Universitario           | –         | Alianza Lima         | Monumental                | 24 de agosto | 17:30     | Jordi Espinoza   | Alejandro Villanueva |           |
| Ayacucho FC             | –         | Deportivo Binacional | Las Américas              | Cancelado    | Cancelado | Cancelado        | Cancelado            | Cancelado |
| Libre: Alianza Atlético |           |                      |                           |              |           |                  |                      |           |

| Fecha 8              | Fecha 8   | Fecha 8               | Fecha 8                   | Fecha 8          | Fecha 8   | Fecha 8   | Fecha 8   | Fecha 8   |
| Local                | Resultado | Visitante             | Estadio                   | Fecha            | Hora      | Árbitro   | VAR       | TV        |
| -------------------- | --------- | --------------------- | ------------------------- | ---------------- | --------- | --------- | --------- | --------- |
| UTC                  |           | Ayacucho FC           | Germán Contreras Jara     | 12 de septiembre | 13:00     |           |           |           |
| Sport Huancayo       |           | Los Chankas           | Huancayo                  | 12 de septiembre | 15:15     |           |           |           |
| Alianza Atlético     |           | Juan Pablo II College | Campeones del 36          | 13 de septiembre | 15:15     |           |           |           |
| Sport Boys           |           | Comerciantes Unidos   | Miguel Grau               | 13 de septiembre |           |           |           |           |
| Cusco FC             |           | Sporting Cristal      | Inca Garcilaso de la Vega | 14 de septiembre | 15:15     |           |           |           |
| Alianza Universidad  |           | Cienciano             | Heraclio Tapia            |                  |           |           |           |           |
| FBC Melgar           |           | Universitario         | Monumental de la UNSA     |                  |           |           |           |           |
| Alianza Lima         |           | Deportivo Garcilaso   | Alejandro Villanueva      |                  |           |           |           |           |
| Deportivo Binacional | –         | ADT                   | Guillermo Briceño         | Cancelado        | Cancelado | Cancelado | Cancelado | Cancelado |
| Libre: Atlético Grau |           |                       |                           |                  |           |           |           |           |

| Fecha 9                      | Fecha 9   | Fecha 9              | Fecha 9                   | Fecha 9    | Fecha 9   | Fecha 9   | Fecha 9   | Fecha 9   |
| Local                        | Resultado | Visitante            | Estadio                   | Fecha      | Hora      | Árbitro   | VAR       | TV        |
| ---------------------------- | --------- | -------------------- | ------------------------- | ---------- | --------- | --------- | --------- | --------- |
| Atlético Grau                |           | Alianza Universidad  | Campeones del 36          | septiembre |           |           |           |           |
| Los Chankas                  |           | Alianza Lima         | Los Chankas               | septiembre |           |           |           |           |
| Ayacucho FC                  |           | Cusco FC             | Las Américas              | septiembre |           |           |           |           |
| Sporting Cristal             |           | Alianza Atlético     | Alberto Gallardo          | septiembre |           |           |           |           |
| Deportivo Garcilaso          |           | FBC Melgar           | Inca Garcilaso de la Vega | septiembre |           |           |           |           |
| ADT                          |           | UTC                  | Unión Tarma               | septiembre |           |           |           |           |
| Cienciano                    |           | Sport Boys           | Inca Garcilaso de la Vega | septiembre |           |           |           |           |
| Comerciantes Unidos          |           | Sport Huancayo       | Juan Maldonado Gamarra    | septiembre |           |           |           |           |
| Universitario                | –         | Deportivo Binacional | Monumental                | Cancelado  | Cancelado | Cancelado | Cancelado | Cancelado |
| Libre: Juan Pablo II College |           |                      |                           |            |           |           |           |           |

| Fecha 10                   | Fecha 10  | Fecha 10            | Fecha 10                  | Fecha 10   | Fecha 10  | Fecha 10  | Fecha 10  | Fecha 10  |
| Local                      | Resultado | Visitante           | Estadio                   | Fecha      | Hora      | Árbitro   | VAR       | TV        |
| -------------------------- | --------- | ------------------- | ------------------------- | ---------- | --------- | --------- | --------- | --------- |
| Alianza Atlético           |           | Ayacucho FC         | Campeones del 36          | septiembre |           |           |           |           |
| FBC Melgar                 |           | Los Chankas         | Monumental de la UNSA     | septiembre |           |           |           |           |
| Sport Boys                 |           | Atlético Grau       | Miguel Grau               | septiembre |           |           |           |           |
| UTC                        |           | Universitario       | Germán Contreras Jara     | septiembre |           |           |           |           |
| Juan Pablo II College      |           | Sporting Cristal    | CD Juan Pablo II          | septiembre |           |           |           |           |
| Cusco FC                   |           | ADT                 | Inca Garcilaso de la Vega | septiembre |           |           |           |           |
| Sport Huancayo             |           | Cienciano           | Huancayo                  | septiembre |           |           |           |           |
| Alianza Lima               |           | Comerciantes Unidos | Alejandro Villanueva      | septiembre |           |           |           |           |
| Deportivo Binacional       | –         | Deportivo Garcilaso | Guillermo Briceño         | Cancelado  | Cancelado | Cancelado | Cancelado | Cancelado |
| Libre: Alianza Universidad |           |                     |                           |            |           |           |           |           |

| Fecha 11                | Fecha 11  | Fecha 11              | Fecha 11                  | Fecha 11  | Fecha 11  | Fecha 11  | Fecha 11  | Fecha 11  |
| Local                   | Resultado | Visitante             | Estadio                   | Fecha     | Hora      | Árbitro   | VAR       | TV        |
| ----------------------- | --------- | --------------------- | ------------------------- | --------- | --------- | --------- | --------- | --------- |
| Comerciantes Unidos     |           | FBC Melgar            | Juan Maldonado Gamarra    | octubre   |           |           |           |           |
| Atlético Grau           |           | Sport Huancayo        | Campeones del 36          | octubre   |           |           |           |           |
| Cienciano               |           | Alianza Lima          | Inca Garcilaso de la Vega | octubre   |           |           |           |           |
| Deportivo Garcilaso     |           | UTC                   | Inca Garcilaso de la Vega | octubre   |           |           |           |           |
| Ayacucho FC             |           | Juan Pablo II College | Las Américas              | octubre   |           |           |           |           |
| Universitario           |           | Cusco FC              | Monumental                | octubre   |           |           |           |           |
| ADT                     |           | Alianza Atlético      | Unión Tarma               | octubre   |           |           |           |           |
| Alianza Universidad     |           | Sport Boys            | Heraclio Tapia            | octubre   |           |           |           |           |
| Los Chankas             | –         | Deportivo Binacional  | Los Chankas               | Cancelado | Cancelado | Cancelado | Cancelado | Cancelado |
| Libre: Sporting Cristal |           |                       |                           |           |           |           |           |           |

| Fecha 12              | Fecha 12  | Fecha 12            | Fecha 12                  | Fecha 12  | Fecha 12  | Fecha 12  | Fecha 12  | Fecha 12  |
| Local                 | Resultado | Visitante           | Estadio                   | Fecha     | Hora      | Árbitro   | VAR       | TV        |
| --------------------- | --------- | ------------------- | ------------------------- | --------- | --------- | --------- | --------- | --------- |
| Sporting Cristal      |           | Ayacucho FC         | Alberto Gallardo          | octubre   |           |           |           |           |
| Alianza Lima          |           | Atlético Grau       | Alejandro Villanueva      | octubre   |           |           |           |           |
| FBC Melgar            |           | Cienciano           | Monumental de la UNSA     | octubre   |           |           |           |           |
| UTC                   |           | Los Chankas         | Germán Contreras Jara     | octubre   |           |           |           |           |
| Juan Pablo II College |           | ADT                 | CD Juan Pablo II          | octubre   |           |           |           |           |
| Cusco FC              |           | Deportivo Garcilaso | Inca Garcilaso de la Vega | octubre   |           |           |           |           |
| Alianza Atlético      |           | Universitario       | Campeones del 36          | octubre   |           |           |           |           |
| Sport Huancayo        |           | Alianza Universidad | Huancayo                  | octubre   |           |           |           |           |
| Deportivo Binacional  | –         | Comerciantes Unidos | Guillermo Briceño         | Cancelado | Cancelado | Cancelado | Cancelado | Cancelado |
| Libre: Sport Boys     |           |                     |                           |           |           |           |           |           |

| Fecha 13            | Fecha 13  | Fecha 13              | Fecha 13                  | Fecha 13  | Fecha 13  | Fecha 13  | Fecha 13  | Fecha 13  |
| Local               | Resultado | Visitante             | Estadio                   | Fecha     | Hora      | Árbitro   | VAR       | TV        |
| ------------------- | --------- | --------------------- | ------------------------- | --------- | --------- | --------- | --------- | --------- |
| Deportivo Garcilaso |           | Alianza Atlético      | Inca Garcilaso de la Vega | octubre   |           |           |           |           |
| Comerciantes Unidos |           | UTC                   | Juan Maldonado Gamarra    | octubre   |           |           |           |           |
| ADT                 |           | Sporting Cristal      | Unión Tarma               | octubre   |           |           |           |           |
| Los Chankas         |           | Cusco FC              | Los Chankas               | octubre   |           |           |           |           |
| Sport Boys          |           | Sport Huancayo        | Miguel Grau               | octubre   |           |           |           |           |
| Universitario       |           | Juan Pablo II College | Monumental                | octubre   |           |           |           |           |
| Atlético Grau       |           | FBC Melgar            | Campeones del 36          | octubre   |           |           |           |           |
| Alianza Universidad |           | Alianza Lima          | Heraclio Tapia            | octubre   |           |           |           |           |
| Cienciano           | –         | Deportivo Binacional  | Inca Garcilaso            | Cancelado | Cancelado | Cancelado | Cancelado | Cancelado |
| Libre: Ayacucho FC  |           |                       |                           |           |           |           |           |           |

| Fecha 14              | Fecha 14  | Fecha 14            | Fecha 14                  | Fecha 14  | Fecha 14  | Fecha 14  | Fecha 14  | Fecha 14  |
| Local                 | Resultado | Visitante           | Estadio                   | Fecha     | Hora      | Árbitro   | VAR       | TV        |
| --------------------- | --------- | ------------------- | ------------------------- | --------- | --------- | --------- | --------- | --------- |
| Sporting Cristal      | –         | Universitario       | Nacional                  | octubre   |           |           |           |           |
| FBC Melgar            |           | Alianza Universidad | Monumental de la UNSA     | octubre   |           |           |           |           |
| Alianza Lima          | –         | Sport Boys          | Alejandro Villanueva      | octubre   |           |           |           |           |
| Cusco FC              |           | Comerciantes Unidos | Inca Garcilaso de la Vega | octubre   |           |           |           |           |
| UTC                   |           | Cienciano           | Germán Contreras Jara     | octubre   |           |           |           |           |
| Ayacucho FC           |           | ADT                 | Las Américas              | octubre   |           |           |           |           |
| Juan Pablo II College |           | Deportivo Garcilaso | CD Juan Pablo II          | octubre   |           |           |           |           |
| Alianza Atlético      |           | Los Chankas         | Campeones del 36          | octubre   |           |           |           |           |
| Deportivo Binacional  | –         | Atlético Grau       | Guillermo Briceño         | Cancelado | Cancelado | Cancelado | Cancelado | Cancelado |
| Libre: Sport Huancayo |           |                     |                           |           |           |           |           |           |

| Fecha 15            | Fecha 15  | Fecha 15              | Fecha 15                  | Fecha 15  | Fecha 15  | Fecha 15  | Fecha 15  | Fecha 15  |
| Local               | Resultado | Visitante             | Estadio                   | Fecha     | Hora      | Árbitro   | VAR       | TV        |
| ------------------- | --------- | --------------------- | ------------------------- | --------- | --------- | --------- | --------- | --------- |
| Deportivo Garcilaso |           | Sporting Cristal      | Inca Garcilaso de la Vega | octubre   |           |           |           |           |
| Comerciantes Unidos |           | Alianza Atlético      | Juan Maldonado Gamarra    | octubre   |           |           |           |           |
| Sport Huancayo      |           | Alianza Lima          | Huancayo                  | octubre   |           |           |           |           |
| Los Chankas         |           | Juan Pablo II College | Los Chankas               | octubre   |           |           |           |           |
| Sport Boys          |           | FBC Melgar            | Miguel Grau               | octubre   |           |           |           |           |
| Universitario       |           | Ayacucho FC           | Monumental                | octubre   |           |           |           |           |
| Atlético Grau       |           | UTC                   | Campeones del 36          | octubre   |           |           |           |           |
| Cienciano           |           | Cusco FC              | Inca Garcilaso de la Vega | octubre   |           |           |           |           |
| Alianza Universidad | –         | Deportivo Binacional  | Heraclio Tapia            | Cancelado | Cancelado | Cancelado | Cancelado | Cancelado |
| Libre: ADT          |           |                       |                           |           |           |           |           |           |

| Fecha 16              | Fecha 16  | Fecha 16            | Fecha 16                  | Fecha 16  | Fecha 16  | Fecha 16  | Fecha 16  | Fecha 16  |
| Local                 | Resultado | Visitante           | Estadio                   | Fecha     | Hora      | Árbitro   | VAR       | TV        |
| --------------------- | --------- | ------------------- | ------------------------- | --------- | --------- | --------- | --------- | --------- |
| Sporting Cristal      |           | Los Chankas         | Alberto Gallardo          | noviembre |           |           |           |           |
| FBC Melgar            |           | Sport Huancayo      | Monumental de la UNSA     | noviembre |           |           |           |           |
| ADT                   |           | Universitario       | Unión Tarma               | noviembre |           |           |           |           |
| Cusco FC              |           | Atlético Grau       | Inca Garcilaso de la Vega | noviembre |           |           |           |           |
| UTC                   |           | Alianza Universidad | Germán Contreras Jara     | noviembre |           |           |           |           |
| Ayacucho FC           |           | Deportivo Garcilaso | Las Américas              | noviembre |           |           |           |           |
| Juan Pablo II College |           | Comerciantes Unidos | CD Juan Pablo II          | noviembre |           |           |           |           |
| Alianza Atlético      |           | Cienciano           | Campeones del 36          | noviembre |           |           |           |           |
| Deportivo Binacional  | –         | Sport Boys          | Guillermo Briceño         | Cancelado | Cancelado | Cancelado | Cancelado | Cancelado |
| Libre: Alianza Lima   |           |                     |                           |           |           |           |           |           |

| Fecha 17             | Fecha 17  | Fecha 17              | Fecha 17                  | Fecha 17  | Fecha 17  | Fecha 17  | Fecha 17  | Fecha 17  |
| Local                | Resultado | Visitante             | Estadio                   | Fecha     | Hora      | Árbitro   | VAR       | TV        |
| -------------------- | --------- | --------------------- | ------------------------- | --------- | --------- | --------- | --------- | --------- |
| Atlético Grau        |           | Alianza Atlético      | Campeones del 36          | noviembre |           |           |           |           |
| Deportivo Garcilaso  |           | ADT                   | Inca Garcilaso de la Vega | noviembre |           |           |           |           |
| Comerciantes Unidos  |           | Sporting Cristal      | Juan Maldonado Gamarra    | noviembre |           |           |           |           |
| Sport Boys           |           | UTC                   | Miguel Grau               | noviembre |           |           |           |           |
| Los Chankas          |           | Ayacucho FC           | Los Chankas               | noviembre |           |           |           |           |
| Alianza Universidad  |           | Cusco FC              | Heraclio Tapia            | noviembre |           |           |           |           |
| Cienciano            |           | Juan Pablo II College | Inca Garcilaso de la Vega | noviembre |           |           |           |           |
| Alianza Lima         |           | FBC Melgar            | Alejandro Villanueva      | noviembre |           |           |           |           |
| Sport Huancayo       | –         | Deportivo Binacional  | Huancayo                  | Cancelado | Cancelado | Cancelado | Cancelado | Cancelado |
| Libre: Universitario |           |                       |                           |           |           |           |           |           |

| Fecha 18              | Fecha 18  | Fecha 18            | Fecha 18                  | Fecha 18  | Fecha 18  | Fecha 18  | Fecha 18  | Fecha 18  |
| Local                 | Resultado | Visitante           | Estadio                   | Fecha     | Hora      | Árbitro   | VAR       | TV        |
| --------------------- | --------- | ------------------- | ------------------------- | --------- | --------- | --------- | --------- | --------- |
| UTC                   |           | Sport Huancayo      | Germán Contreras Jara     | noviembre |           |           |           |           |
| ADT                   |           | Los Chankas         | Unión Tarma               | noviembre |           |           |           |           |
| Universitario         |           | Deportivo Garcilaso | Monumental                | noviembre |           |           |           |           |
| Ayacucho FC           |           | Comerciantes Unidos | Las Américas              | noviembre |           |           |           |           |
| Sporting Cristal      |           | Cienciano           | Alberto Gallardo          | noviembre |           |           |           |           |
| Alianza Atlético      |           | Alianza Universidad | Campeones del 36          | noviembre |           |           |           |           |
| Cusco FC              |           | Sport Boys          | Inca Garcilaso de la Vega | noviembre |           |           |           |           |
| Juan Pablo II College |           | Atlético Grau       | CD Juan Pablo II          | noviembre |           |           |           |           |
| Deportivo Binacional  | –         | Alianza Lima        | Guillermo Briceño         | Cancelado | Cancelado | Cancelado | Cancelado | Cancelado |
| Libre: FBC Melgar     |           |                     |                           |           |           |           |           |           |

| Fecha 19                   | Fecha 19  | Fecha 19              | Fecha 19                  | Fecha 19  | Fecha 19  | Fecha 19  | Fecha 19  | Fecha 19  |
| Local                      | Resultado | Visitante             | Estadio                   | Fecha     | Hora      | Árbitro   | VAR       | TV        |
| -------------------------- | --------- | --------------------- | ------------------------- | --------- | --------- | --------- | --------- | --------- |
| Sport Huancayo             |           | Cusco FC              | Huancayo                  | noviembre |           |           |           |           |
| Los Chankas                |           | Universitario         | Los Chankas               | noviembre |           |           |           |           |
| Alianza Universidad        |           | Juan Pablo II College | Heraclio Tapia            | noviembre |           |           |           |           |
| Atlético Grau              |           | Sporting Cristal      | Campeones del 36          | noviembre |           |           |           |           |
| Sport Boys                 |           | Alianza Atlético      | Miguel Grau               | noviembre |           |           |           |           |
| Cienciano                  |           | Ayacucho FC           | Inca Garcilaso de la Vega | noviembre |           |           |           |           |
| Comerciantes Unidos        |           | ADT                   | Juan Maldonado Gamarra    | noviembre |           |           |           |           |
| Alianza Lima               |           | UTC                   | Alejandro Villanueva      | noviembre |           |           |           |           |
| FBC Melgar                 | –         | Deportivo Binacional  | Monumental UNSA           | Cancelado | Cancelado | Cancelado | Cancelado | Cancelado |
| Libre: Deportivo Garcilaso |           |                       |                           |           |           |           |           |           |